# Ashford Castle
Ashford Castle (englisch; irisch Caisleán Cheapach Corcóige) ist der Name einer mittelalterlichen Burg am Ufer des Lough Corrib. Die Burg liegt in der Nähe der Ortschaft Cong im County Mayo in der Republik Irland.
Erbaut wurde Ashford Castle im 13. Jahrhundert von einer anglonormannischen Adelsfamilie.
Ashford Castle wurde ab den 1850er-Jahren durch Benjamin Guinness und seinen Sohn Arthur Guinness, 1. Baron Ardilaun wieder aufgebaut und erweitert. Im Jahr 1939 wurde das Schloss von Noel Huggard erworben, der Ashford Castle als First Class Hotel etablierte.
2013 wurde das Schloss für 20 Millionen Euro verkauft und durch die Gruppe Red Carnation Hotels mit ihren Eigentümern Stanley und Beatrice Tollman aus Südafrika für 75 Millionen Euro umgebaut.
Heute beherbergt Ashford Castle eines der exklusivsten 5-Sterne-Hotels in Irland. Das Hotel gehört zu den Leading Hotels of the World. Einem breiteren Publikum wurde das Schloss durch die TV-Sendung "Hotels zum Staunen – Ein Blick hinter die Kulissen" des Senders Servus TV Deutschland bekannt.
Ashford Castle ist auch als Filmkulisse der Serie Reign zu sehen. Die Burg wird für verschiedene Außenszenen des Französischen Hof genutzt.